# سوزانا موشات جونز
سوزانا موشات جونز (بالإنجليزية: Susannah Mushatt Jones)‏‏ (6 يوليو 1899 - 12 مايو 2016) كانت أكبر معمرة على قيد الحياة منذ 17 يونيو 2015 وحتى وفاتها في 12 مايو 2016، وهي أمريكية.

## سيرة
ولدت سوزانا يوم 6 يوليو 1899، في مقاطعة لوندز بولاية ألاباما. ووالداها أفريقي من المزارعين المستأجرين  وفي 4 مارس 1922، تخرجت من المدرسة وأرادت أن تصبح معلمة، وفي عام 1923، انتقلت إلى نيويورك
في عام 1928، تزوجت من هنري جونز ولكن طُلِّقت منه في عام 1933، وعملت لرعاية أطفال عائلات ثرية . وذكرت إنها استخدمت بعض من راتبها لتأسيس نادي كالهون، وهو صندوق للمنح الدراسية الجامعية للطلاب الأمريكيين من أصل أفريقي. وفي عام 1965، تقاعدت وعاشت مع ابنتها
توفيت في 12 مايو 2016 في بروكلين ولديها أكثر من 100 حفيد.

## الصحة والنظام الغذائي ونمط الحياة
فقدت سوزانا نظرها وكانت تعاني مشاكل كبيرة في السمع وكانت تستخدم كرسيًّا متحركًا. وكانت تأخذ أدوية ضغط الدم، وذكرت بأنها أصبحت عمياء رسمياً عندما كانت في عمر المئة. وقد رفضت جراحة الساد وقد اعتادت أن تلتقي مع طبيب الرعاية الأولية 3-4 مرات في السنة.
سوزانا لم تدخن أبدا، ولم تتناول الكحول، وكانت تنام حوالي عشر ساعات كل ليلة وتأخذ القيلولة على مدار اليوم. وبالنسبة للإفطار فهي دائما كانت تأكل أربع شرائح من لحم الخنزير المقدد مع البيض المخفوق والذرة المطحونة. كما أنها كانت تأكل لحم الخنزير المقدد على مدار اليوم.